# Titularbistum Taraqua
Taraqua war eine antike Stadt in der römischen Provinz Byzacena bzw. Africa proconsularis in der Sahelregion von Tunesien.
Taraqua ist ein ehemaliges Bistum der römisch-katholischen Kirche und heute ein Titularbistum.
| Titularbischöfe von Taraqua |                       |                                 |                  |                  |
| Nr.                         | Name                  | Amt                             | von              | bis              |
| 1                           | James Aloysius Hickey | Weihbischof in Saginaw (USA)    | 18. Februar 1967 | 5. Juni 1974     |
| 2                           | Norbert Felix Gaughan | Weihbischof in Greensburg (USA) | 2. April 1975    | 24. Juli 1984    |
| 3                           | Robert Joseph Banks   | Weihbischof in Boston (USA)     | 26. Juni 1985    | 16. Oktober 1990 |
| 4                           | John Stephen Knight   | Weihbischof in Toronto (Kanada) | 27. April 1992   |                  |